# Temporada 1955-1956 del Liceu
La temporada 1955-1956 tornava al Liceu, el teatre dels seus primers èxits, Victòria dels Àngels amb Madama Butterfly, ja consagrada com a gran figura internacional i després d'una absència massa llarga de sis anys.
El Liceu s'apuntà al bicentenari del naixement de Mozart amb la posada en escena de El rapte en el serrall.
Després de diversos fracassos, Mario del Monaco triomfava al Liceu amb un dels papers que més li esqueia Otello.
| Temporada 1955-1956 del Liceu |                         |                  |                        | |           |                         |
| Òpera                         | Compositor              | Director musical | Director d'escena      | Papers principals | Producció | Dates                   |
| Debora e Jaele                | Ildebrando Pizzetti     | Angelo Questo    |                        | Clara Petrella, Rosario Gómez, Carlo Badioli, Ferruccio Mazzoli, Alberto Albertini, Glauco Scarlini |           | novembre                |
| I pagliacci                   | Ildebrando Pizzetti     | Ugo Rapalo       |                        | Clara Petrella, Carlos Guichandut, Giuseppe Taddei, Manuel Ausensi |           | novembre                |
| L'elisir d'amore              | Gaetano Donizetti       | Ugo Rapalo       |                        | Gianni Poggi, Saturno Meleti, Carlo Badioli |           | novembre                |
| Madama Butterfly              | Giacomo Puccini         | Angelo Questa    | Oscar Saxida-Sassi     | Victòria dels Àngels, Anna Maria Canali, Maria Teresa Pujolà, Gianni Raimondi, Manuel Ausensi, Dídac Monjo, Joan Rico, Lluís Corbella, Joan Suñé                                                                                        |           | 10, 15, 18, 20 desembre |
| Il segreto di Susanna         | Ermanno Wolf-Ferrari    |                  |                        | Manuel Ausensi |           |                         |
| The Consul                    | Gian Carlo Menotti      | Nino Verchi      |                        | Clara Petrella, Manuel Ausensi, Rosario Gomez, Julio Catania, Carlo Badioli, Ornella Rovero |           | desembre                |
| Fedora                        | Umberto Giordano        |                  |                        | Manuel Ausensi, Elena Nicolai |           | desembre                |
| La Bohème                     | Giacomo Puccini         | Nino Verchi      |                        | Manuel Ausensi, Gianni Raimondi, Orietta Moscucci, Ornella Rovero, Joaquin Deus, Juan Rico |           | desembre                |
| El rapte en el serrall        | Wolfgang Amadeus Mozart | Wilhelm Loibner  | Ernst-August Schneider | Anton Dermota, Valerie Bak, Murray Dickie, Emmy Loose, Arnold van Mill, Alfred Jerger |           | 3 al 8 de gener         |
| Otello                        | Giuseppe Verdi          | Angelo Questa    |                        | Mario del Monaco, Giuseppe Taddei, Cesy Broggini, Glauco Scarlini, Ferruccio Mazzoli |           | novembre                |
| Lucia di Lammermoor           | Gaetano Donizetti       | Angelo Questa    |                        | Antonietta Pastori, Giacinto Prandelli, Aldo Protti, Luis Corbella |           | 24, 27 i 29 de novembre |
| La Lola se va a los puertos   | Ángel Barrios           | Rafael Pou       |                        | Toñy Rosado, María Teresa Marquínez, Manuel Ausensi, Pilar Torres, Carlos Munguía, Joaquín Deus, Dídac Monjo |           | 17 desembre             |
| Debora e Jaele                | Ildebrando Pizzetti     |                  |                        | Clara Petrova |           |                         |
| Tristany i Isolda             | Richard Wagner          | Lazlo Halasz     | Leopold Sachse         | Astrid Varnay, Ludwig Suthaus, Grace Hoffmann, Alfons Herwig, Ernst Wiemann, Joan Rico, Bartomeu Bardagí |           | gener                   |
| Tiefland                      | Eugen d'Albert          |                  |                        | |           |                         |
| Elektra                       | Richard Strauss         | László Halász    | Leopold Sachse         | Elisabeth Höngen, Irmgard Meining, Eva Likova, Marcello Di Giovanni, Michael Bondon, Julio Catania, Bartomeu Bardagí, Miquel Aguerri, Maria Teresa Batlle, Pilar Torres, Rosario Gómez, Margareth Feigl, Marcela Latorre, Mildred Allen |           | 14, 17, 20 gener        |